# Еміль Шефер
Карл Еміль Шефер (нім. Karl Emil Schäfer; 17 грудня 1891, Крефельд, Німецька імперія — 5 червня 1917, Іпр, Бельгія) — німецький льотчик-ас, лейтенант Прусської армії. Кавалер ордена Pour le Mérite.

## Біографія
Проходив військову строкову службу протягом року в 10-му єгерському полку. Коли була оголошена Перша світова війна, він перебував у Парижі, але зумів повернутися до Німеччини та був призначений у 7-й резервний єгерський полк. У вересні 1914 року надано звання віцефельдфебеля, але тяжке поранення поклало його в шпиталь на 6 місяців. Відтак Шефер повернувся у свою частину, йому надали офіцерського звання у травні 1915 року.
Діставши призначення в авіацію, Шефер отримав сертифікат пілота і 30 липня 1916 року був направлений на Східний фронт, у 8-му ескадрилью 2-ї бойової групи. Його частина була переведена на Західний фронт у січні 1917 року, і тепер Шефер почав літати у складі 11-ї бойової ескадрильї 3-ї бойової групи, де він здобув свою першу перемогу.
21 лютого 1917 року направлений в 11-ту винищувальну ескадрилью, маючи на рахунку лише один збитий аероплан супротивника. У цій ескадрильї Шефер стрімко довів свій рахунок перемог до 22, а 26 квітня 1917 року призначений командиром 28-ї винищувальної ескадрильї.
Довівши список своїх перемог до 30 (ще 2 перемоги залишились непідтвердженими), Еміль Шефер загинув у бою 5 червня 1917 року о 16:00, під час бою з винищувачами FE 2d з 20-ї ескадрильї. Цю перемогу зазвичай зараховують екіпажу А6469 — лейтенантам Гарольду Сатчеллу і Томасу Льюїсу.

## Нагороди
- Залізний хрест
  - 2-го класу (вересень 1914)
  - 1-го класу
- Нагрудний знак військового пілота (Пруссія)
- Орден «За військові заслуги» (Баварія) 4-го класу з мечами
- Королівський орден дому Гогенцоллернів, лицарський хрест з мечами
- Pour le Mérite (26 квітня 1917)

## Вшанування пам'яті
- На честь Шефера названі казарми бундесверу в Бюккебурзі і вулиця в Крефельді.
- До 20-річчя з дня смерті Шефера на будинку, в якому він народився, була встановлена меморіальна табличка. Дім і табличка досі стоять.